# 일심회 사건
일심회 사건(一心會 事件)이란, 2006년 10월 서울중앙지검이 일심회라는 '단체'를 조선민주주의인민공화국(이하 북조선) 공작원과 접촉한 혐의로 적발한 사건이다.
피혐의자들과 국가보안법 폐지론자 등은 일심회라는 단체는 없고, 충분한 증거가 제시되지 않았다며 일심회를 부정하고 있는 것은 물론, 이 사건이 국가보안법에 의한 탄압이라고 주장하고 있다.
한편 법원에서도 일심회가 단체성을 갖추지 못했다 하여 이 사건의 이적단체결성죄는 무죄를 선고하였으나, 관련 당사자들은 국가보안법 위반으로 처벌하였다. 2017년 4월23일에 있었던 대통령 선거 3차 TV토론에서 홍준표 후보가 "위키리크스가 공개한 미국 대사관 문서에 따르면 노무현 정부 당시 민정수석이었던 문재인 후보가 일심회 간첩단 사건을 축소했다"고 주장했다. 홍 후보는 이어 "당시 아주 많은 문서가 이들에 의해 북한으로 넘어갔다"고 덧붙였다.  부친이 대검찰청 차장 출신으로 4·3 사건 때 제주에서, 여순반란 사건 때는 광주에서 검사장을 지낸 공안검사를 지낸 김영천(金永千)인 김은성 전 국가정보원 차장은 "노무현 정부의 실세들의 비리(非理)나 정경(政經)유착, 종북활동 등을 국정원이 도청하고 있어 정권이 바뀌면 문제가 될 것을 우려했기 때문에 김승규 당시 국정원장으로 하여금 양심선언을 하도록 하여 도청을 강력히 막았다"거나 일심회 사건 수사를 방해한 인물이 누군지 밝힐 수도 있다는 발언을 했다.

## 일심회의 뜻
말 그대로 마음이 하나인 즉 한마음을 가진 사람들의 모임이라는 뜻이다. 한마음을 가진다는 것은 변하지 않는 마음이라는 것이며 일각에서는 북조선에 일심단결(一心團結)이라는 구호를 사용해 북조선 수령에게 언제나 충성하겠다는 구호를 뜻으로 사용되는 것으로 해석되고 있다.

## 사건 과정
- 법원 사건: 서울중앙지방법원 사 건 번 호 2006고합1365, 1363, 1364, 1367, 1368 국가보안법위반(간첩) 등

담당재판부 서울중앙지방법원 제25형사부(재판장 김동오)

### 일심회 사건의 대두와 발달
2006년 10월 24일 서울지검 공안1부는 중국에서 북조선 공작원과 접촉한 혐의(회합통신 등)로 민주노동당 전 중앙위원 이정훈, 개인사업가 장민호(마이클 장), 모 학원장 손정목을 체포하였다. 검찰청과 국가정보원은 이씨가 2006년 3월 재야인사 2명과 함께 중국으로 출국해 현지에서 공작활동을 해 온 북조선인과 만나 밀담을 나눈 것으로 보았다. 이에 민주노동당은 "국정원이 이씨를 체포하면서 공작원을 접촉했다고 했을 뿐 어떤 구체적인 정황도 제시하지 않았다. 북미간 첨예한 대결과 남북 간 경색 국면이 조성되자 벌어진 이번 사건은 신공안 분위기를 만들어 반북, 반통일 분위기를 조성하려는 국정원의 음모이다"라는 내용의 성명을 발표하며 반발하였다.
한편 수사과정에서 공안당국이 사무실을 압수수색하면서 민주노동당 최기영 사무부총장과 시민단체 관계자 등의 이름이 적힌 메모를 발견하면서 사건의 규모가 확대되기 시작했으며, 당국의 허락 없이 북조선을 세 차례 방문한 전력이 있는 장민호가 고정간첩으로 활동한 것으로 의심을 받으면서 이 사건의 가장 핵심적인 인물로 떠오르게 되었다. 결국 장민호가 방북 당시 충성서약을 하고 북조선 노동당에 가입했다는 사실이 드러났으며, 같이 활동한 혐의로 민주노동당 사무부총장 최기영 과 장민호의 회사 직원 이진강이 추가로 구속되었다. 또한 이 사건으로 인해 김승규 당시 국가정보원장이 수사지속에 부담을 느껴 국가정보원장을 사직하게 된다.그 이후 김승규 국정원장은 사임의사를 표명하고 자리에서 물러나게 되었다. 이 후 김만복 차장이 국정원장 자리에 오르게 된다
2007년 12월 13일 대법원은 일심회 사건의 주동자인 장민호에게 징역 7년에 추징금 1900만원, 자격정지 7년을 선고한 원심을 확정했으며 함께 기소된 이정훈와 손정목에게 각각 징역 3년과 4년을, 이진강에게 징역 3년을, 최기영 전 민주노동당 사무부총장에게는 징역 3년6월을 선고한 원심을 확정했다. 재판부는 "북조선이 국가보안법상 반국가단체에 해당한다고 한 원심의 조치는 정당하고 국가의 안전과 국민의 생존 및 자유 확보를 목적으로 하는 국가보안법을 위헌으로 볼 수 없다"며 "이를 전제로 피고인들에 유죄를 선고한 원심은 정당하다"고 판시했다.

### 피의자들의 반론
일심회 사건 변호인인 김승교는 한  "국가보안법에 의한 민주노동당 탄압"이라고 비판하였다.

## 일심회 관련 민주노동당 분당 사태
최기영(당시 민주노동당 사무부총장), 이정훈(전 민주노동당 중앙위원)은 북조선의 지령에 따라 민주노동당 중앙당의 동향, 시․도당 및 지역위원회 위원장에 대한 개인정보 등을 북조선으로 넘기는 등의 활동을 하기도 하였다. 당시 민주노동당 대표였던 심상정은 당의 실권을 쥐고 있는 자주파의 "친북노선 청산"을 주장하며 2008년 2월 3일 열린 당대회에서 최기영, 이정훈 등 '일심회 관계자 제명 안건' 등을 담은 당 혁신안을 상정했으나, 자주파 대의원들이 이 안건을 삭제하는 수정동의안을 발의해 출석 대의원 862명 중 553명의 찬성으로 가결시켜 제명안은 결국 무산되었다.
이후 혁신안 가결과 재신임 문제를 연계시켰던 심상정은 사퇴하였고, 심상정을 지지했던 노회찬 전 의원과 다른 평등파 당원들이 대거 탈당해 진보신당을 창당하였다. 일심회 논란에서도 알 수 있듯, 진보신당은 민주노동당과 비슷한 정치 성향을 보이면서도 북조선에 대해서는 다른 시각을 보이고 있다.

## 김승규 전 국정원장 사퇴
2006년 10월 27일 김승규 전 국정원장은 일심회 사건 수사가 이루어지던 중 돌연 사의를 표명했다. 버시바우 전 대사에 따르면 이는 청와대의 압력 행사를 했다는 입부비판론자의 의견이 있었다. 외교전문이 없어서 버시바우 조선일보에서 인터뷰 결과 전 주한대사 버시바우는 2006년 10월 25일 청와대 내부회의에서 노무현 대통령이 사퇴를 요구했다는 비판론자의 전언을 들었다고 말했다.비판론자에 유명한 정치가가있다.이 내용은 조선tv 팩트체크(https://www.youtube.com/watch?v=rPrhX1plq0A). 김승규 전 국정원장은 2011년 조선일보인터뷰에서 노무현 전대통령이 수사에 압박을 한 것은 아니며 (나를 교체한 데는)참모들이 조언을 하지 않았나 생각하고, 수사를 시작한지 얼마 안 돼 국정원장이 바뀌었으니 자의에 의해서 사퇴한건 아니지 않았겠냐고 대답했다.

## 같이 보기
- 민족 해방 (운동권)(NL운동권)
- 주체사상파(주사파)
- 한길회